# Campeonato Pernambucano de Futebol Feminino de 2014
O Campeonato Pernambucano de Futebol Feminino de 2014 foi a 8ª edição ininterrupta (desde 2007) e a 16ª edição (desde 1999) do campeonato feminino do estado de Pernambuco realizada pela Federação Pernambucana de Futebol. Realizado de 9 de março a 8 de junho, teve a equipe Vitória como campeã do estadual conquistando seu 5° título. A equipe vice-campeã foi o Sport. O campeão, 3° e 4° colocados, foram as equipes representantes oficiais do estado na Copa do Brasil de Futebol Feminino de 2015.

## Formato[1]
O Campeonato Pernambucano de Futebol Feminino 2014, será iniciado no dia 09 de março de 2014 e seu término se dará no dia 08 de junho de 2014. O Campeonato será disputado com duas chaves A e B, sendo a chave A com quatro equipes e a chave B com cinco equipes; em um turno de ida na primeira, e na segunda fase ida e volta, subdividido em 04 (quatro) fases.

### 1ª Fase: Classificatória - Ida e volta
A Primeira Fase Classificatória será disputada pelas 09 (nove) equipes divididas em duas chaves: quatro equipes na chave “A” e cinco equipes na chave “B”, jogando dentro da própria chave no sistema de ida e volta, classificando-se para a fase posterior as 04 (quatro) melhores equipes de cada chave. Na segunda fase as quatro equipes classificadas jogarão entre si no sistema de cruzamento, no critério de IDA e VOLTA, e as duas melhores equipes classificadas nesta fase disputarão o título da competição.

### 2ª Fase: Ida e volta
A 2ª Fase será disputada pelas 04 (quatro) melhores equipes de cada chave classificadas na fase anterior, que jogarão da seguinte forma, IDA e VOLTA:
1. Ida
- Dia 18/05 – JG 1 - 4ª Ch B x 1ª Ch A
- Dia 18/05 – JG 2 - 4ª Ch A x 1ª Ch B
- Dia 18/05 – JG 3 - 3ª Ch B x 2ª Ch A
- Dia 18/05 – JG 4 - 3ª Ch A x 2ª Ch B

2. Volta
- Dia 18/05 – JG 1 - 4ª Ch B x 1ª Ch A
- Dia 18/05 – JG 2 - 4ª Ch A x 1ª Ch B
- Dia 18/05 – JG 3 - 3ª Ch B x 2ª Ch A
- Dia 18/05 – JG 4 - 3ª Ch A x 2ª Ch B

### 3ª Fase: Semifinal
Será disputada pelas duas vencedoras do cruzamento da fase anterior, em duas partidas de ida onde a vencedora sairá no tempo regulamentar, e caso ocorra empate, a vencedora será conhecida através dos tiros livres da marca penal.
- Dia 01/06 – JG 9 – Venc. Jogo 5 x Venc. Jogo 8
- Dia 01/06 – JG 10 – Venc. Jogo 6 x Venc. Jogo 7

### 4ª Fase: Final
- Dia 05/06 – Venc. Jogo 10 x Venc. Jogo 09
- Dia 08/06 – Venc. Jogo 09 x Venc. Jogo 10

Será disputada pelas duas vencedoras dos cruzamentos da 3ª fase, em partidas de ida e volta. O clube que somar o maior número de pontos ganhos ao final das duas partidas será declarado Campeão Pernambucano de Futebol Feminino 2014. Os critérios de desempate, para indicar o clube Campeão, se
houver igualdade em pontos ganhos ao final das duas partidas, serão os seguintes, aplicáveis nessa ordem:
1º) Maior saldo de gols;
2º) Cobrança de pênaltis, de acordo com os critérios adotados pela International Board.

## Equipes participantes
| Equipe      | Cidade                  | Estádio                      | Capacidade | Títulos (mais recente) | Part. |
| ----------- | ----------------------- | ---------------------------- | ---------- | ---------------------- | ----- |
| Vitória     | Vitória de S. Antão     | Carneirão                    | 10 000     | 5 (último em 2014)     | 5     |
| Barreirense | Camaragibe              | Municipal de Camaragibe      | 3 500      | 0 (não possui)         | 7     |
| Codif       | Aldeia                  | Municipal de Camaragibe      | 3 500      | 0 (não possui)         |       |
| Íbis        | Paulista                | Paulo Petribu                | 3 500      | 0 (não possui)         |       |
| Náutico     | Recife                  | Aflitos                      | 22 856     | 0 (não possui)         | 6     |
| América     | Recife                  | Estádio Ademir Cunha         | 12 000     | 0 (não possui)         |       |
| Revelação   | não informado           | Estádio não informado        |            | 0 (não possui)         |       |
| Sport       | Recife                  | Ilha do Retiro               | 35 000     | 0 (não possui)         |       |
| Jaguar      | Jaboatão dos Guararapes | Estádio Jefferson de Freitas | 5 000      | 0 (não possui)         |       |

## Tabela da Fase Classificatória
| Grupo A | Grupo A     | Grupo A | Grupo A | Grupo A | Grupo A | Grupo A | Grupo A | Grupo A | Grupo A | Grupo A | Grupo A | Grupo A |
| Pos     | Times       | Pts     | J       | V       | E       | D       | GP      | GC      | SG      | %       | M       |         |
| ------- | ----------- | ------- | ------- | ------- | ------- | ------- | ------- | ------- | ------- | ------- | ------- | ------- |
| 1       | Vitória     | 18      | 6       | 6       | 0       | 0       | 46      | 1       | 45      | 100%    | Estável |         |
| 2       | Náutico     | 12      | 6       | 4       | 0       | 2       | 12      | 11      | 1       | 68,4%   | 1       |         |
| 3       | Barreirense | 4       | 6       | 1       | 1       | 4       | 4       | 17      | -13     | 44,4%   | 1       |         |
| 4       | Íbis        | 1       | 6       | 0       | 1       | 5       | 0       | 32      | -32     | 13%     | 1       |         |

| Grupo B | Grupo B   | Grupo B | Grupo B | Grupo B | Grupo B | Grupo B | Grupo B | Grupo B | Grupo B | Grupo B | Grupo B | Grupo B |
| Pos     | Times     | Pts     | J       | V       | E       | D       | GP      | GC      | SG      | %       | M       |         |
| ------- | --------- | ------- | ------- | ------- | ------- | ------- | ------- | ------- | ------- | ------- | ------- | ------- |
| 1       | Sport     | 24      | 8       | 8       | 0       | 0       | 49      | 1       | 48      | 100%    | Estável |         |
| 2       | América   | 18      | 8       | 6       | 0       | 2       | 32      | 13      | 19      | 58,3%   | 1       |         |
| 3       | Revelação | 12      | 8       | 4       | 0       | 4       | 20      | 26      | -6      | 38,3%   | 1       |         |
| 4       | Codif     | 2       | 8       | 0       | 2       | 6       | 7       | 25      | -18     | 15%     | Estável |         |
| 5       | Jaguar    | 2       | 8       | 0       | 2       | 6       | 2       | 44      | -42     | 15%     | 1       |         |

|  |                                         |
|  | Classificados à segunda fase em 1° e 2° |
|  | Classificados à segunda fase em 3° e 4° |
|  | Desclassificaodo.                       |

## Fase Final
|  | Quartas de final | Quartas de final | Quartas de final | Quartas de final |         |          | Semifinais | Semifinais | Semifinais |  |         | Final | Final | Final |
|  |                  |                  |                  |                  |         |          |            |            |            |  |         |       |       |       |
|  | 1                | Vitória          | 13               | 3                |         |          |            |            |            |  |         |       |       |       |
|  | 8                | Codife           | 0                | 0                |         |          |            |            |            |  |         |       |       |       |
|  | 8                | Codife           | 0                | 0                |         | Vitória  | 6          |            |            |  |         |       |       |       |
|  |                  |                  |                  |                  |         | Vitória  | 6          |            |            |  |         |       |       |       |
|  |                  | América*         | 0                |                  |         |          |            |            |            |  |         |       |       |       |
|  | 4                | América*         | 0                | América          | 4       | 3        |            |            |            |  |         |       |       |       |
|  | 4                |                  |                  | América          | 4       | 3        |            |            |            |  |         |       |       |       |
|  | 5                | Barreirense      | 1                | 1                |         |          |            |            |            |  |         |       |       |       |
|  | 5                | Barreirense      | 1                | 1                |         |          |            |            |            |  | Vitória | 4     | 2     |       |
|  |                  |                  |                  |                  |         |          |            |            |            |  | Vitória | 4     | 2     |       |
|  |                  | Sport            | 2                | 0                |         |          |            |            |            |  |         |       |       |       |
|  | 3                | Sport            | 2                | 0                | Náutico | 3        | 1          |            |            |  |         |       |       |       |
|  | 3                |                  |                  |                  | Náutico | 3        | 1          |            |            |  |         |       |       |       |
|  | 6                | Revelação        | 1                | 3                |         |          |            |            |            |  |         |       |       |       |
|  | 6                | Revelação        | 1                | 3                |         | Náutico* | 1          |            |            |  |         |       |       |       |
|  |                  |                  |                  |                  |         | Náutico* | 1          |            |            |  |         |       |       |       |
|  |                  | Sport            | 3                |                  |         |          |            |            |            |  |         |       |       |       |
|  | 2                | Sport            | 3                | Sport            | 7       | 5        |            |            |            |  |         |       |       |       |
|  | 2                |                  |                  | Sport            | 7       | 5        |            |            |            |  |         |       |       |       |
|  | 7                | Íbis             | 0                | 1                |         |          |            |            |            |  |         |       |       |       |
|  | 7                | Íbis             | 0                | 1                |         |          |            |            |            |  |         |       |       |       |

Observação: o 3° e 4° lugar geral da competição se classificarão para a Copa do Brasil de Futebol Feminino de 2015. O Sport, vice-campeão decidiu não participar.

## Premiação
| Campeão Pernambucano de Futebol Feminino 2014 |
| --------------------------------------------- |
| Vitória (5º título)                           |